# Сугерий
Суге́рий, или Сюже́р, также Сюже́ (фр. Suger, лат. Sugerus; около 1081 — 13 января 1151) — французский хронист и церковный деятель, монах-бенедиктинец, аббат Сен-Дени, могущественный советник французских королей Людовика VI, Людовика VII и биограф первого из них. Первый покровитель и «крёстный отец» готического стиля средневековой архитектуры.

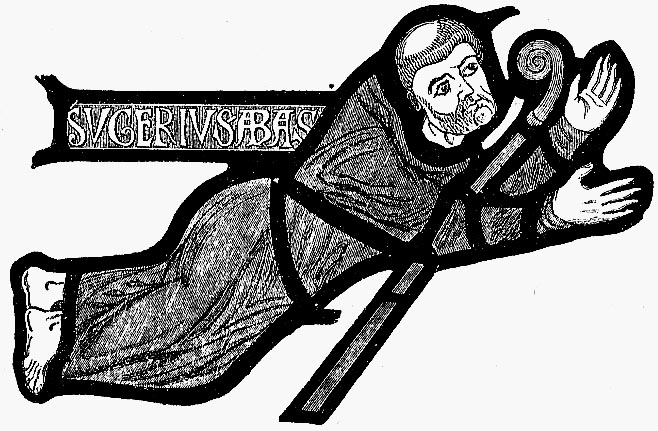
Сугерий из Сен-Дени. Средневековый витраж

## Биография

### При Людовике VI

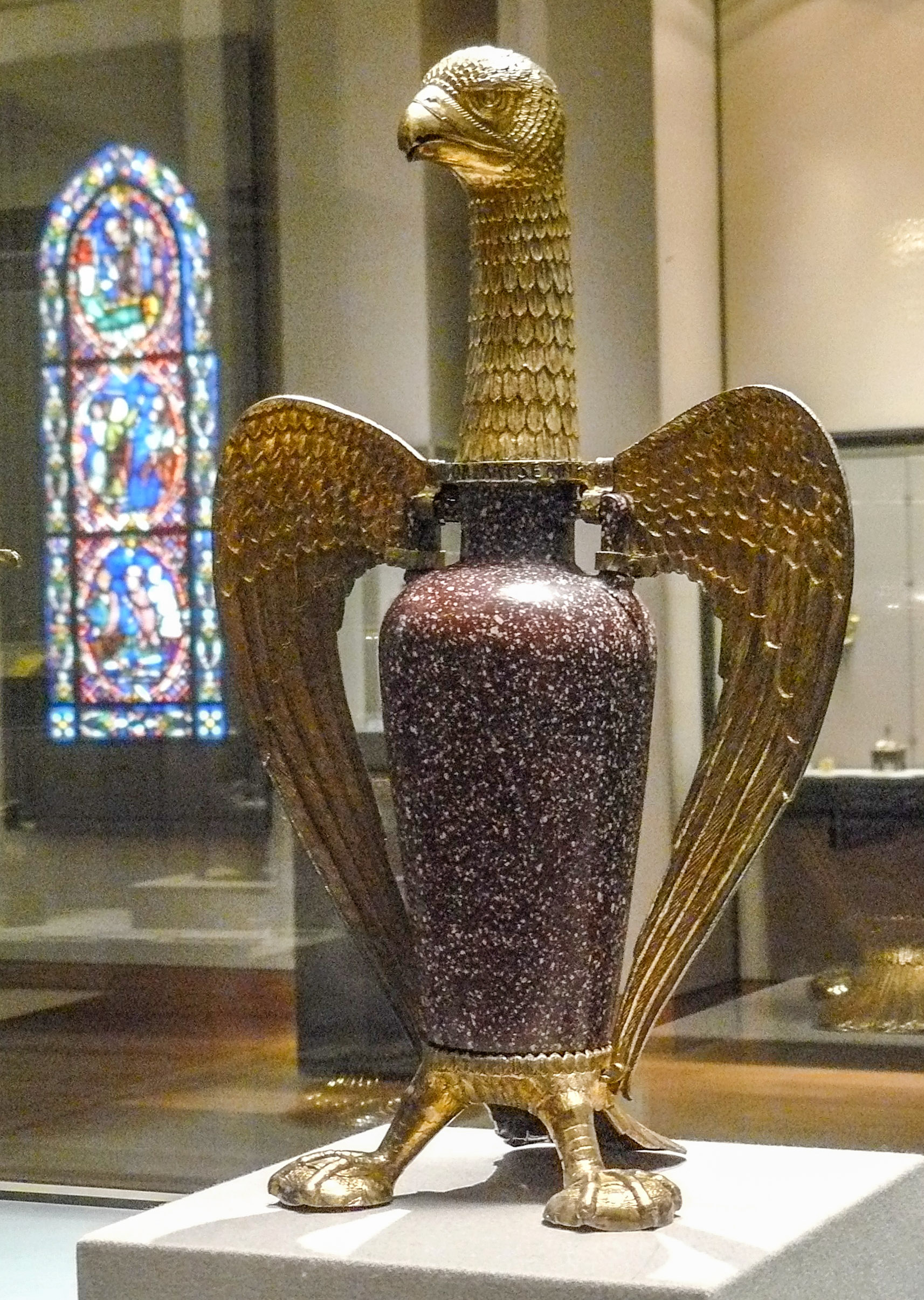
Порфировый сосуд «Орёл Сугерия». Александрия, II в. н. э.; с дополнениями XII в. Лувр (Париж)

Происхождение является предметом дискуссии, по одним сведениям, являлся выходцем из незнатной рыцарской семьи, имевшей владения неподалёку от Сен-Дени, согласно другим, был сыном крестьянина королевского домена из окрестностей Тури (совр. департамент Эр и Луар). С ранней юности был отмечен необычайными способностями, и с 1091 года воспитывался в аббатстве Сен-Дени вместе с будущим королём Людовиком VI Толстым, который приходился ему сверстником. Получив начальное образование в родной обители, в 1104—1106 годах продолжил его в бенедиктинском аббатстве Флёри близ Сен-Бенуа-сюр-Луар.
С воцарением Людовика VI как его товарищ приближен был ко двору и ездил с дипломатическими поручениями к Генриху Нормандскому и другим феодальным правителям. После посещения Рима стал в 1122 году аббатом в Сен-Дени, сменив на этом посту аббата Адама, по словам Абеляра, человека «бесчестного» и «развращённого». В 1123 году присутствовал на Первом Латеранском соборе и произвел на Каликста II такое благоприятное впечатление, что через восемнадцать месяцев после возвращения во Францию этот папа, желая возложить на него кардинальские почести, вновь пригласил его в Рим. Сугерий добрался до Лукки, но, получив известие о смерти Каликста, вернулся обратно.
По настоянию Бернарда Клервосского, первоначально подвергавшего его преобразовательную деятельность острой критике, с которым он, однако, сумел примириться, Сугерий не только положил конец обмирщению монашеской жизни в своей обители, но и принялся за деятельное укрепление авторитета королевской власти, всячески обосновывая сакральное её значение. Параллельно им утверждалось почитание Св. Дионисия Парижского как небесного покровителя всей Франции, нашедшее отражение в его латинском трактате «Об освящении церкви Сен-Дени» (лат. De consecratione ecclesie sancti Dionisii).
Когда в 1124 году в пределы королевских владений вторгся император Генрих V, Сугерий прибыл на поле боя с запрестольной хоругвью аббатства — орифламмой; с тех пор она воспринималась как боевое знамя короля. Будучи смущён числом поддержавших короля феодалов, император поспешил удалиться восвояси.

### При Людовике VII

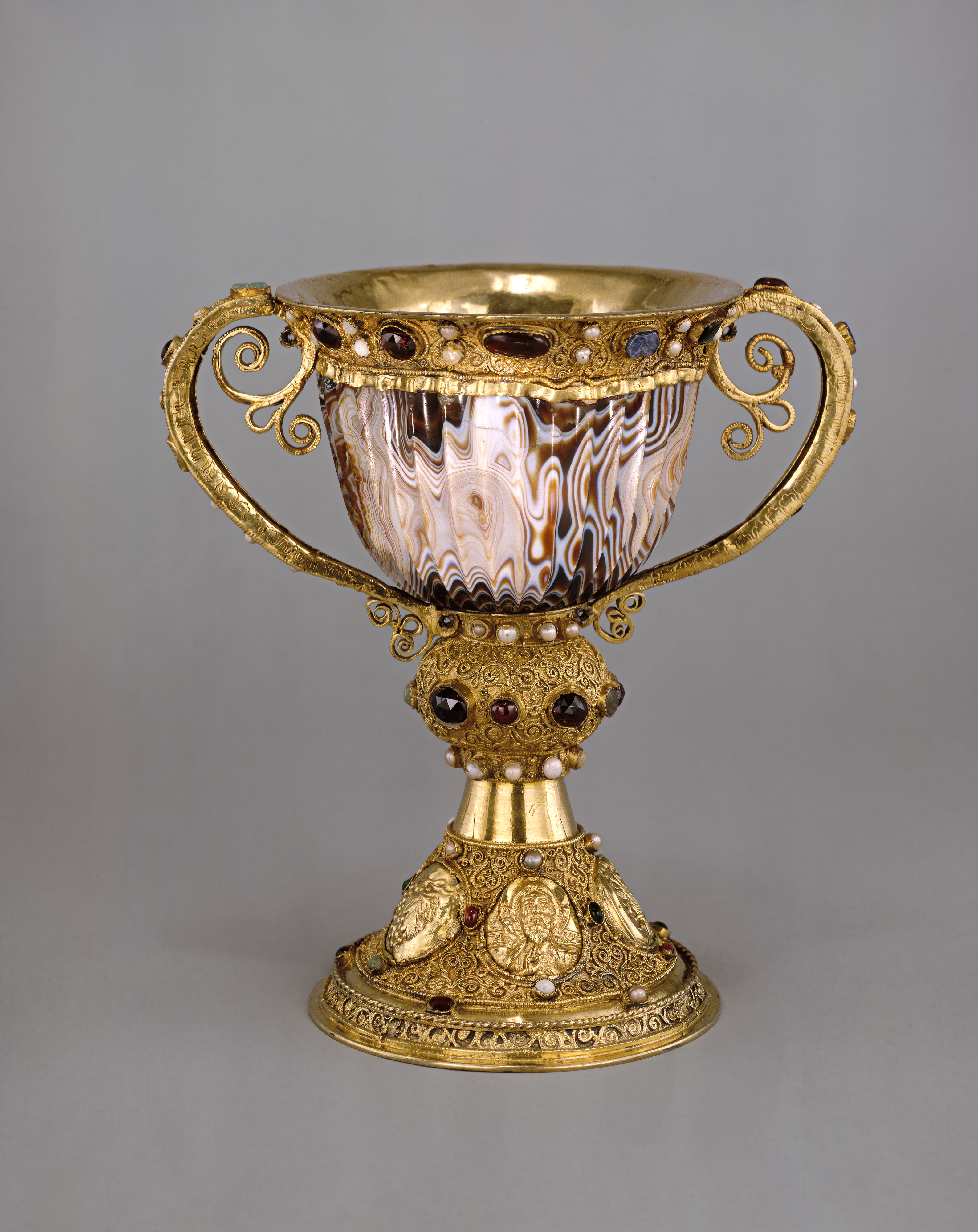
Чаша александрийской работы, принадлежавшая аббату Сугерию, II–I в. до н. э. Национальная галерея искусства (Вашингтон). Оправа чаши и её постамент — более поздняя доработка средневековых мастеров.

После смерти Людовика VI Сугерий фактически был регентом королевства (1137—1140), но позже утратил влияние при дворе и удалился в аббатство Сен-Дени, занявшись его реконструкцией, в первую очередь перестройкой соборной церкви, обветшавшей и запустевшей настолько, что прямо в её алтаре, по словам самого аббата, можно было встретить мирно щипавших траву коз и овец. Прежде всего, для проведения необходимых работ Сугерием создан был годовой денежный фонд в двести ливров. В своих трактатах он сообщает, что не только лично контролировал труд строителей, но и самостоятельно производил необходимые измерения с помощью геометрических и арифметических инструментов, что подтверждено было позднейшими археологическими исследованиями.
Реконструкция осуществлялась в невиданном доселе стиле, позднее наречённом готическим, а в основу строительных планов легли принципы религиозной эстетики легендарного основателя обители, отождествлявшегося с Дионисием Ареопагитом (Псевдо-Дионисием), греческий трактат которого «О небесной иерархии» получил широкую известность в религиозных кругах средневекового Запада благодаря латинскому переводу Иоанна Скота Эриугены. Вместо круглых арок строители отдавали предпочтение остроконечным, широко использовали контрфорсы, а в качестве украшения окон прибегали к витражам, которыми было выложено и круглое окно на фасаде — «роза». Историк искусства Эрвин Панофский объяснял нововведения личными пристрастиями учёного Сугерия и искал их истоки в его увлечении «ареопагитиками».
По словам французского медиевиста Жоржа Дюби, сочетая новую технику возведения сводов с архитектурными традициями Нейстрии, Сугерий задумал внутреннее пространство завершённого в 1144 году храма в виде нефа в качестве прообраза единства Вселенной, исходя из разработанной им самим поэтики божественного света. Принадлежа к ордену бенедиктинцев, в представления которых не входили стремление к бедности и полный отказ от мира, осознавая значение монашеской обители как символической вершины мирового мироустройства и основываясь на трактате Дионисия «О небесной иерархии», он намеренно стремился возвысить своё аббатство над другими, подобно тому как монарх превосходит в своём королевстве прочих феодальных владык, для чего соединил традиции Каролингов с эстетикой Бургундии и Аквитании. Священные реликвии, раки с мощами святых, драгоценные сосуды, цветные витражи, украшенный самоцветами семиметровый крест, на который учёный аббат истратил лично, по его собственным словам, «двадцать четыре марки чистого золота», — всё это отныне должно было способствовать не боязливому благоговению, а просвещению верующих, внушая им идею вочеловечивания Бога. Как справедливо отметил Панофски, сызмальства испытывая чувство «сыновней принадлежности» к аббатству Сен-Дени, новатор Сугерий, в отличие от позднейших гуманистов, самоутверждался не «центростремительно», а «центробежно», проецируя на окружающий мир личное Я и отрицая свою идентичность. Вместе с тем, «смиренное тщеславие» его выразилось, в частности, в том, что единственным именем, упомянутым на многочисленных деталях монастырского декора, стало его собственное. 

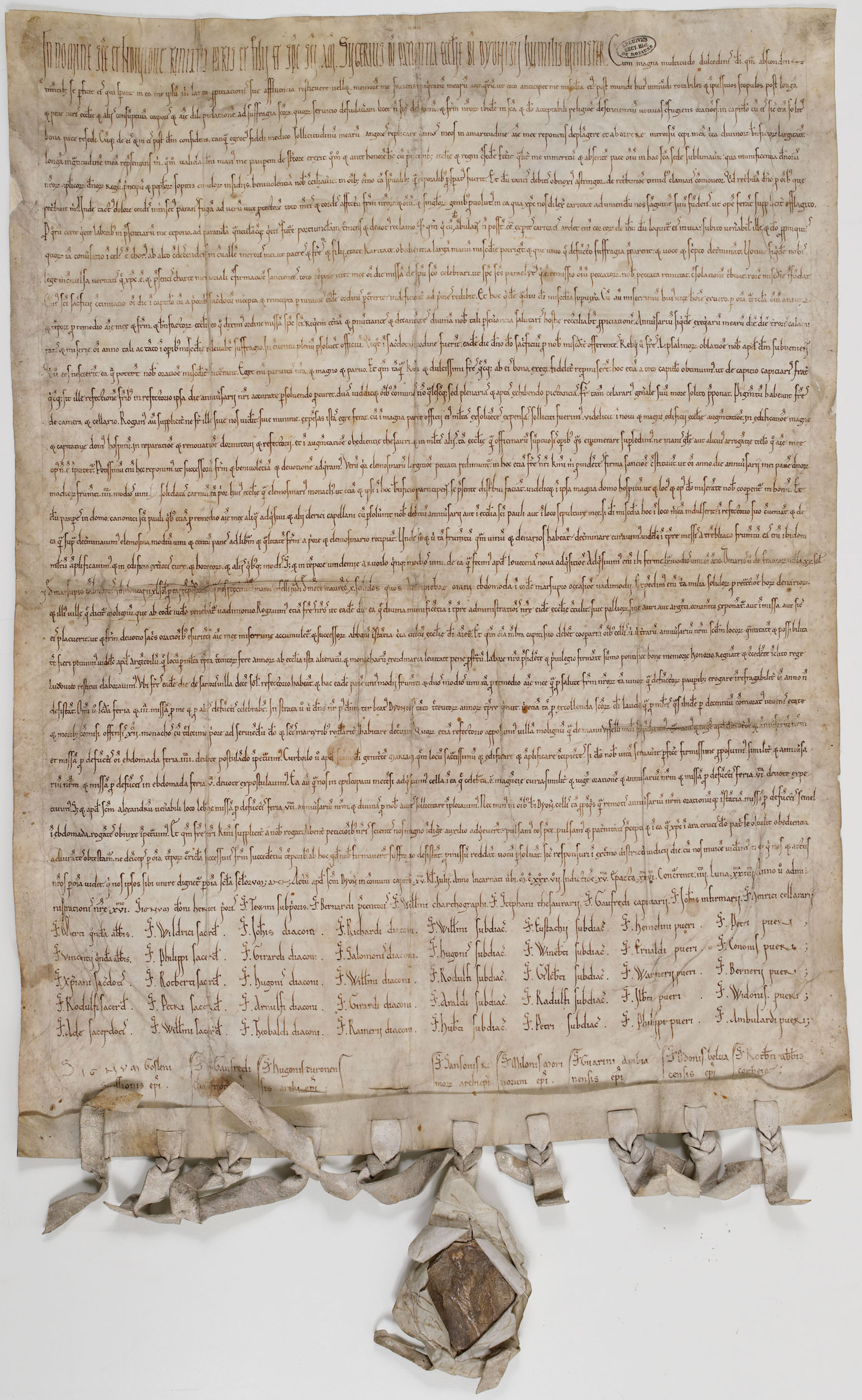
Завещание Сугерия, составленное в 1137 году. Национальный архив Франции

Обнеся аббатство новыми стенами и поставив над главными воротами новую башню, Сугерий принялся за устроение земельных владений обители, приведя их «от состояния бесплодности к изобилию», отстроив «пригодные для обороны» прочные дома, и, наконец, разрешив земельные споры. В частности, в Тури он ловко уладил дело с advocatio — правом на держание надела, переданного по наследству молодой дочери некоего Адама де Питивьера. Выложив сотню фунтов, он выдал девицу за «достойного молодого человека» из своего собственного окружения, в итоге сделав счастливыми всех: и девушку, получившую приданое и мужа, и юного дворянина, получившего жену и скромный, но постоянный доход,  и не обойдённых при дележе приданого родителей, после чего «беспорядки в этом районе прекратились», а годовой доход Сен-Дени вырос здесь с двадцати фунтов до восьмидесяти. Рачительный управитель и реформатор монастырской жизни, Сугерий посвятил преобразованиям в своей обители трактат «О моих делах по управлению» (лат. De rebus in administratione sua gestis).
Когда на церемонии освящения базилики в Сен-Дени король заключил мир со своим самым могущественным вассалом — шампанским графом Тибо Великим, аббат Сугерий как «посредник и залог мира» (лат. mediator et pads vinculum) вёл переговоры между правителями. Бернард Клервосский во искупление вины короля в развязывании неправедной войны предложил ему возглавить крестовый поход в Святую землю. Несмотря на противодействие Сугерия, король подчинился желанию папы и вместе с королевой Алиенорой Аквитанской отправился во Второй крестовый поход, оставив в Париже регентом Сугерия (1147).
Предчувствия Сугерия оправдались, и поход обернулся катастрофой. Казна была совершенно истощена военными издержками, однако мудрое правление Сугерия позволило предотвратить мятеж недовольных феодалов во главе с братом короля Робертом де Дрё, которого 68-летний аббат «сокрушил, как могучий лев, во имя справедливости», за что король по возвращении присвоил ему титул «отца страны». В конце жизни Сугерий готовил с Бернардом очередной крестовый поход, и лишь внезапная смерть от малярии 13  января 1151 года не позволила ему принять личное участие в этой кампании. 

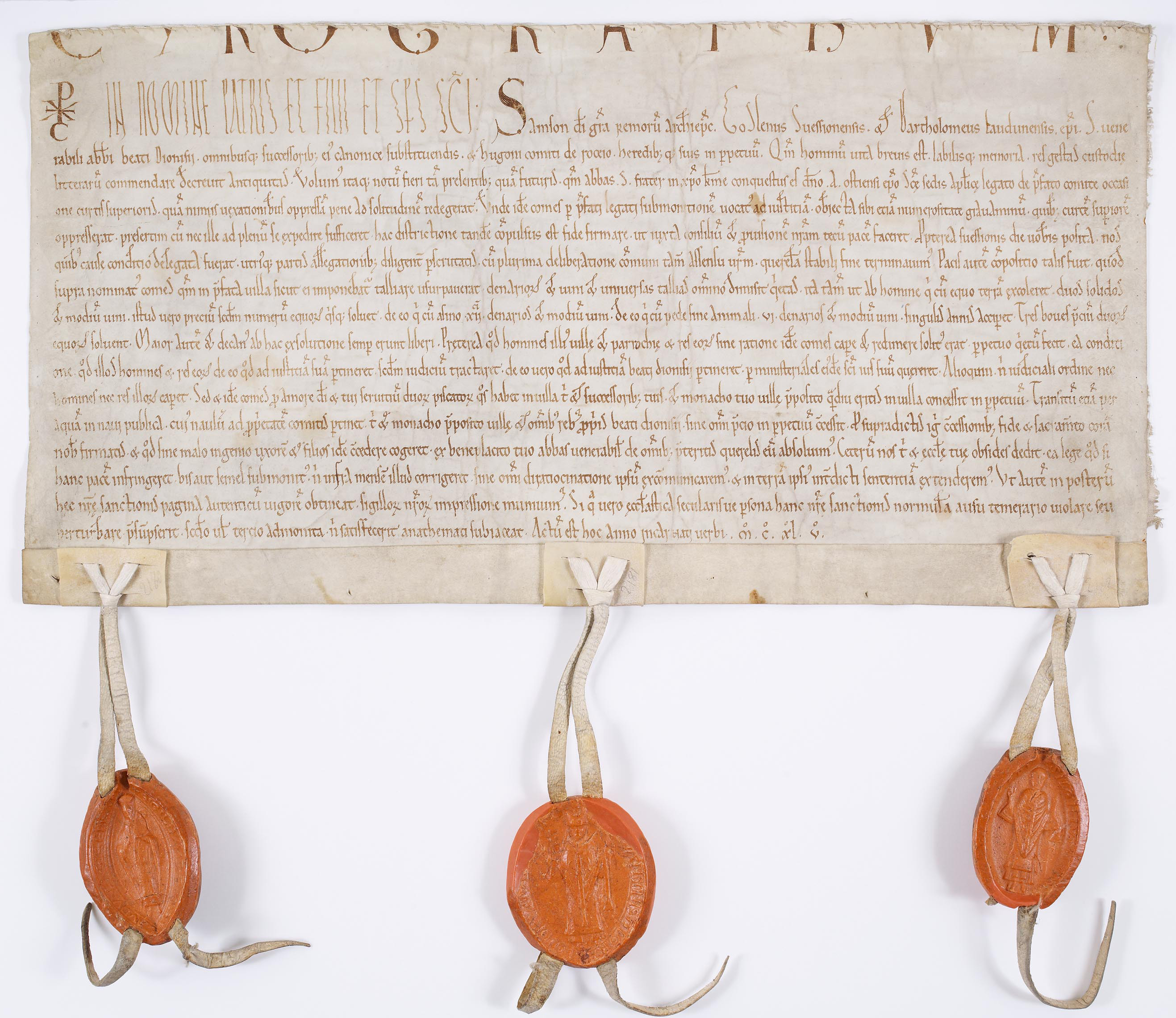
Соглашение между Сугерием и графом де Руси о пресечении злоупотреблений, совершённых на землях Сен-Дени людьми последнего (1145). Национальный архив Франции

Сугерий был смиренно погребён, согласно его собственному завещанию, прямо у входа в монастырский собор, чтобы идущие на службу или возвращавшиеся в свои кельи монахи могли пройти по его останкам. В 1259 году гробница была перенесена на несколько метров внутрь храма, в южный его придел. Согласно описаниям, надгробие состояло из двух плит, одна из которых, перпендикулярная, изображала Сугерия в окружении его паствы, а другая, горизонтальная, несла на себе индивидуальный его портрет в митре и с посохом аббата.
Во время Великой Французской революции, аббатство Сен-Дени подверглось разорению, в ходе которого останки королей и прелатов были извлечены и, после изучения и публичной демонстрации, захоронены в братских могилах. Во вскрытой 22 октября 1793 года гробнице Сугерия рабочие нашли лишь полуистлевшие кости, которые захоронены были в братской могиле Валуа на располагавшемся к северу от церкви кладбище. Надгробные плиты захоронения были уничтожены.

## «Жизнь Людовика Толстого»
По мнению Жоржа Дюби, сформулировав положения собственной эстетики, основанной на прославлении божественного единовластия, Сугерий создал не только новое готическое искусство, но и «принятый Капетингами образ короля-сюзерена, стоящего на вершине иерархической пирамиды и сжимающего в руке, словно сноп колосьев, все полномочия, которые в течение столетия растворялись в феодализме». Его «Жизнь Людовика Толстого» (лат. Vita Ludovici Grossi), законченная около 1143 года и посвящённая епископу Суассона Жослену де Вьерзи (1126—1152) является не столько достоверным историческим свидетельством, сколько панегириком, блестящим стилем (лат. splendido sermone) прославляющим короля не только как верного своем слову, мудрого и справедливого государя, но и как «несравненного атлета и выдающегося гладиатора», который, вопреки описаниям других современников, был не «высок и тучен», а «красив лицом и изящен». Рассказывая о подавлении восстания в Орлеане его преемником Людовиком VII, Сугерий бесстрастно сообщает, что тот «храбро подавил безумную затею нескольких глупцов против королевского величества, что не обошлось без страданий для кое-кого из них».
Фактологически насыщенная, но предвзятая в своих оценках, «Жизнь Людовика» не представляет собой целостной картины описываемой эпохи и нуждается в проверке другими источниками. Вместе с тем, она является ценным памятником не только исторической, но и политической мысли, содержа важные соображения об отношениях Франции с соседними государствами, в частности, Священной Римской империей. Не являясь сторонником неограниченной папской власти, Сугерий неодобрительно отзывается об «императорской партии», считая её действия против Рима проявлением «тевтонского бешенства» (лат. furor Teutonicus), не только опасного для церкви, но и противоречащего коренным французским интересам. Национальное чувство превалирует у него в оценке и другого соперника французской короны — Английской монархии. «Несправедливо и ненормально, — пишет он, — как подчинение французов англичанам, так и англичан французам».
Обладавший феноменальной памятью и эрудированный, но постоянно занятый монастырскими и государственными делами, Сугерий не имел возможности систематически заниматься чтением и переписыванием книг и документов в скриптории своего аббатства, поэтому при работе над своим историческим сочинением в основном опирался на собственные воспоминания и устные рассказы, несомненно, пользуясь трудом нескольких помощников. Именно они, возможно, систематизировали по инициативе настоятеля старинные хроники, хранившиеся в монастырской библиотеке, расположив их в хронологическом порядке и положив, таким образом, начало официальной истории Французского государства. Позднее, в XIII столетии, вместе с «Жизнью Людовика» и жизнеописаниями следующих королей, они положены были в основу свода «Больших французских хроник».
Автограф «Жизни Людовика Толстого», которая является главным источником для изучения истории царствования этого короля, а также для последних лет царствования Филиппа I, не сохранился. На сегодняшний день известно восемь её рукописей, относящихся к XIII—XV векам.
Впервые она напечатана была в 1596 году в Париже юристом и издателем Пьером Питу, располагавшим ещё единственной её рукописью, и в 1641 году там же переиздана по двум манускриптам королевским историографом Андре Дюшеном. В 1825 году она опубликована была по трём рукописям в 9-м томе «Собрания мемуаров, относящихся к истории Франции», издававшегося под редакцией Франсуа Гизо. В 1867 году историк-медиевист Альбер Лекуа де Ла Марш выпустил её в подготовленном им первом комментированном собрании сочинений Сугерия, использовав уже пять манускриптов, в 1887 году вышло новое издание по семи рукописям под редакцией историка и библиографа Огюста Молинье. В 1929 году появилась наиболее исправная публикация под редакцией историка-архивиста Анри Ваке, ставшая основой для всех позднейших переизданий, в том числе русского перевода 2006 года, выполненного историком-источниковедом старшим научным сотрудником Отдела нумизматики ГИМ Татьяной Юрьевной Стукаловой (1958—2017).

## В кино
- «Похищенный рай»[англ.] (о Пьере Абеляре) — режиссёр Клайв Доннер (Великобритания, 1988), в роли Сугерия — Кеннет Крэнем

## Издания
- Vie de Louis le Gros par Suger, abbé de St. Denis. Vie de Suger, Vie de Louis-le-Jeune par Guillaume de St. Denis. Vie de Charles-Le-Bon par Galbert. Éditée par M. Guizot. — Paris: Éd. J.-L.-J. Brière, Libraire de la Société de l'histoire de France, 1825. — (Collection des mèmoires relatifs à l'histoire de France, 9).
- Œuvres complètes de Suger. Recueillies, annotèes et publièes d'après les manuscrits par Albert Lecoy de La Marche. — Paris: Éd. Jules Renouard, Libraire de la Société de l'histoire de France, 1867. — xxiv, 490 p.
- Vie de Louis le Gros par Suger. Publièes d'après les manuscrits par Auguste Molinier. — Paris: Éd. A. Picard, 1887. — l, 196 p. — (Collection de textes pour servir à l'étude et à l'enseignement de l'histoire).
- Suger. Vie de Louis VI le Gros. Éditée et traduite par Henri Waquet. — Paris: H. Champion, 1929. — (Les classiques de l'histoire de France au Moyen Âge, 11).
- Abbot Suger on the Abbey Church of St.-Denis and its art treasures. Edited, translated and annotated by Erwin Panofsky. — New York: Prinсeton University Press, 1946. — xiv, 250 p.
- Сугерий, аббат Сен-Дени. Жизнь Людовика VI Толстого, короля Франции (1108—1137) / Пер. с лат. Т. Ю. Стукаловой. — М.: Старая Басманная, Plusquamperfectum, 2006. — 320 с. — (Вспомогательные исторические дисциплины). — ISBN 5-8122-0316-4.